# Jutta Braband
Jutta (seit 2002 Judith) Braband geb. Czichotzke (* 13. März 1949 in Barth) ist eine ehemalige deutsche Politikerin. Sie war Inoffizielle Mitarbeiterin der DDR-Staatssicherheit, Vertreterin der Bürgerrechtsbewegung der DDR und Bundestagsabgeordnete auf der Liste der PDS.

## Leben
Jutta Braband wurde in Barth geboren und wuchs in Stralsund auf. Sie absolvierte von 1965 bis 1967 eine Ausbildung zur Industriekauffrau und arbeitete danach als Sachbearbeiterin. 1967 trat sie der SED bei. Nachdem sie auf der Volkshochschule ihr Abitur nachgeholt hatte, begann sie 1969 ein Studium an der Fachschule für Außenwirtschaft Berlin. Nach der Exmatrikulation aus politischen Gründen 1972 musste sie sich „in der Produktion bewähren“ und war Sachbearbeiterin, später wissenschaftliche Mitarbeiterin in einem Berliner Textilbetrieb, zugleich war sie vom MfS als Inoffizielle Mitarbeiterin (IM) registriert. Mindestens drei DDR-Bürger wurden auch aufgrund ihrer Berichte verhaftet.
Seit 1975 arbeitete sie freiberuflich als Textil- und Modedesignerin und hatte Kontakte zu oppositionellen Gruppen. 1979 trat sie aus der SED aus und wandelte sich zur Dissidentin. Nach einer Unterschriftensammlung gegen den Ausschluss kritischer Schriftsteller aus dem Schriftstellerverband der DDR wurde sie 1980 zu einer neunmonatigen Freiheitsstrafe verurteilt.
Im Dezember 1989 wurde sie Mitglied des Unabhängigen Frauenverbandes (UFV) und erste Geschäftsführerin der Vereinigten Linken, deren Vertreterin am Berliner und am Zentralen Runden Tisch sie war. 1990 bis 1992 war sie auf der Liste der PDS Abgeordnete des Bundestages. Im September 1991 hatte sie sich öffentlich zu ihrer Stasi-Mitarbeit bekannt. Aufgrund der Diskussion um ihre Tätigkeit für das MfS gab sie ihr Mandat zurück.
Von 1995 bis 2005 war sie Geschäftsführerin des ACUD in Berlin, seit 1997 ist sie Vorsitzende bzw. Mitglied des Kuratoriums der Stiftung Haus der Demokratie und Menschenrechte.